# Exogone naidina
Exogone naidina är en ringmaskart som beskrevs av Anders Sandøe Ørsted 1845. Exogone naidina ingår i släktet Exogone och familjen Syllidae. Arten är reproducerande i Sverige. Inga underarter finns listade i Catalogue of Life.